# Nattawut Dantrawen
Nattawut Dantrawen (thailändisch ณัฐวุฒิ ด่านตระเวน, * 11. Januar 1997) ist ein thailändischer Fußballspieler.

## Karriere
Nattawut Dantrawen stand bis August 2022 beim Drittligisten Air and Coastal Defence Command FC unter Vertrag. Mit dem Verein aus Sattahip spielte er in der Eastern Region der Liga. Zu Beginn der Saison 2022/23 wechselte er am 21. August 2022 zum ebenfalls in der Eastern Region spielenden Chanthaburi FC. Mit dem Verein aus Chanthaburi feierte er am Ende der Saison 2022/23 die Meisterschaft sowie den anschließenden Aufstieg in die zweite Liga. Sein Zweitligadebüt gab Nattawut Dantrawen am 12. August 2023 (1. Spieltag) im Auswärtsspiel gegen den Erstligaabsteiger Nakhon Ratchasima FC. Bei der 2:0-Niederlage wurde er in der 63. Minute für Patipat Kamsat eingewechselt.

## Erfolge
Chanthaburi FC
- Thai League 3 – East: 2022/23  ▲